# Uwe Gaul
Uwe Gaul (* 1963 in Münster) ist ein deutscher Verwaltungsbeamter und Politiker (ehemals SPD). Er war von 2014 bis 2019 Staatssekretär im Sächsischen Staatsministerium für Wissenschaft und Kunst und von Dezember 2019 bis Juli 2021 in gleicher Funktion im Sächsischen Staatsministerium für Soziales und Gesellschaftlichen Zusammenhalt.

## Leben
Nach einem Studium der Erziehungswissenschaften an der Ruprecht-Karls-Universität Heidelberg, der Westfälischen Wilhelms-Universität Münster sowie der Universität Hamburg, welches er 1989 als Diplom-Erziehungswissenschaftler abschloss, war Gaul zwischen 1989 und 2002 in der Erwachsenen- und Weiterbildung tätig, unter anderem als stellvertretender Direktor der Volkshochschule im Landkreis Cloppenburg sowie Direktor der Volkshochschule Flensburg. 2002 wurde er zum Leiter des Dezernates Kultur, Jugend, Schule und Sport der Stadt Flensburg ernannt. Im Februar 2009 wechselte Gaul an die Schulbehörde in Hamburg und war dort als Oberschulrat für den flächendeckenden Ausbau des Hamburger Ganztagsschulwesens verantwortlich.
Im Dezember 2014 wurde Uwe Gaul von Staatsministerin Eva-Maria Stange zum Staatssekretär im Sächsischen Staatsministerium für Wissenschaft und Kunst im Kabinett Tillich III berufen. Er wurde Nachfolger von Henry Hasenpflug. Im Zuge der Bildung des Kabinetts Kretschmer II im Dezember 2019 wurde Gaul zum Staatssekretär im Sächsischen Staatsministerium für Soziales und Gesellschaftlichen Zusammenhalt unter Staatsministerin Petra Köpping ernannt. Aufgrund von Meinungsverschiedenheiten mit der Ministerin, der er vorwarf, nach „persönlichen Motiven“ zu handeln, schied Gaul im Juli 2021 aus diesem Amt. Ihm folgte Sebastian Vogel nach. 
Gaul war 25 Jahre lang Mitglied der Sozialdemokratischen Partei Deutschlands, ehe er im Juli 2021 aufgrund der Kontroverse mit Petra Köpping die Partei verließ. In der Zeit seiner Mitgliedschaft war er u. a. als Landesvorsitzender der Arbeitsgemeinschaft für Bildungsfragen Hamburg sowie als Mitglied der sozialdemokratischen Gemeinschaft für Kommunalpolitik tätig.

## Privates
Gaul ist verheiratet und hat zwei Kinder.